# Crema (Italia)
Crema (IPA: [ˈkrɛːma], Crèma in dialetto cremasco) è un comune italiano di 34 091 abitanti della provincia di Cremona in Lombardia.

## Geografia fisica

### Territorio
Situata nella bassa Pianura Padana, poco oltre la linea delle risorgive presso la sponda destra del fiume Serio, è il centro principale della provincia dopo il capoluogo Cremona e dà il proprio nome a tutta la parte settentrionale del territorio provinciale: il Cremasco. Il comune appartiene alla regione agraria nº 2 (pianura di Crema) ed è inserito nel contesto del Parco del Serio, a 79 metri sul livello del mare, dista da Cremona 40 km.

### Corografia
La formazione geologica di quest'area territoriale può essere distinta in diverse fasi: una prima fase in cui il territorio era interamente sommerso dalle acque dei fiumi Adda, Serio e Oglio; una fase successiva, in cui questi ultimi si sono scomposti creando una zona circondata da paludi; ed un'ultima caratterizzata da un'opera di bonifica che ha permesso la trasformazione dell'area paludosa e lacustre in una pianura coltivabile. Mentre la parte più alta della pianura risulta essere composta da terreno alluvionale o di trasporto più asciutto, quella meridionale è più acquitrinosa. Il suolo presenta una natura molto varia; si passa infatti da terreni molto sciolti ad altri molto compatti, oppure da terreni a piccolo strato a terreni di profondo strato di cultura. Nonostante questo, il terreno di media composizione (a profondo strato di coltura e fertile) rimane il predominante.

### Idrografia
Il sistema idrografico dell'area territoriale di Crema ha per dorsale il fiume Serio, il quale discendendo verso Nord-sud si congiunge al fiume Adda a livello del Comune di Montodine. Con riferimento alla rete idrica minore, costituita da un centinaio di corsi d'acqua che si intersecano su tutto il territorio, degno di nota è il canale artificiale Vacchelli (dal nome del senatore Pietro Vacchelli che ne promosse la costruzione nel 1888). Lungo 34 km, il canale si dirama dall'Adda per poi suddividersi ed irrigare le terre della bassa cremonese. 
La notevole ricchezza d'acqua del territorio Cremasco, costituita prima dall'ormai prosciugato lago Gerundo e poi dalle successive zone paludose, ha avuto conseguenze sul clima e sulla salubrità ambientale. Nonostante vi siano stati anche gravi condizionamenti (ad esempio l'abolizione nel 1656 della coltivazione di riso per evitare l'aggravamento delle condizioni sanitarie), con il progredire del tempo l'habitat ha assunto caratteristiche sempre migliori.

## Storia

### L'antichità
Il Cremasco era abitato da popolazioni Celtiche. L’area ha restituito infatti, testimonianze archeologiche della cultura di Golasecca e della civiltà di La Tène che risalgono fino al IV sec. a.C. Il territorio è compreso tra il medio corso dell’Adda e dell’Oglio, in una zona di confine tra i due principali gruppi celtici della Gallia Cisalpina: gli Insubri, il cui centro principale era Mediolanum (Milano) e i Cenomani, aventi come capoluogo Brixia (Brescia). Lo stesso toponimo Crema potrebbe essere di origine celtica, da Creamh (aglio).
Essendo le origini della città legate all'invasione longobarda del VI secolo d.C.; il nome potrebbe derivare anche dal termine longobardo Crem (altura). 
Secondo la tradizione, la fondazione della città risalirebbe al 15 agosto 570 quando, di fronte alla minaccia rappresentata dall'invasione longobarda, gli abitanti della zona trovarono rifugio nella parte più elevata dell'"isola della Mosa", approntandola a difesa sotto la guida prima di Cremete, conte di Palazzo, e poi di Fulcherio. Da questi due personaggi deriverebbero perciò i toponimi Crema e Insula Fulcheria.
Secondo altre fonti la sua fondazione risale invece al IV secolo, quando Milano era capitale dell'Impero romano d'Occidente.

### Il Medioevo

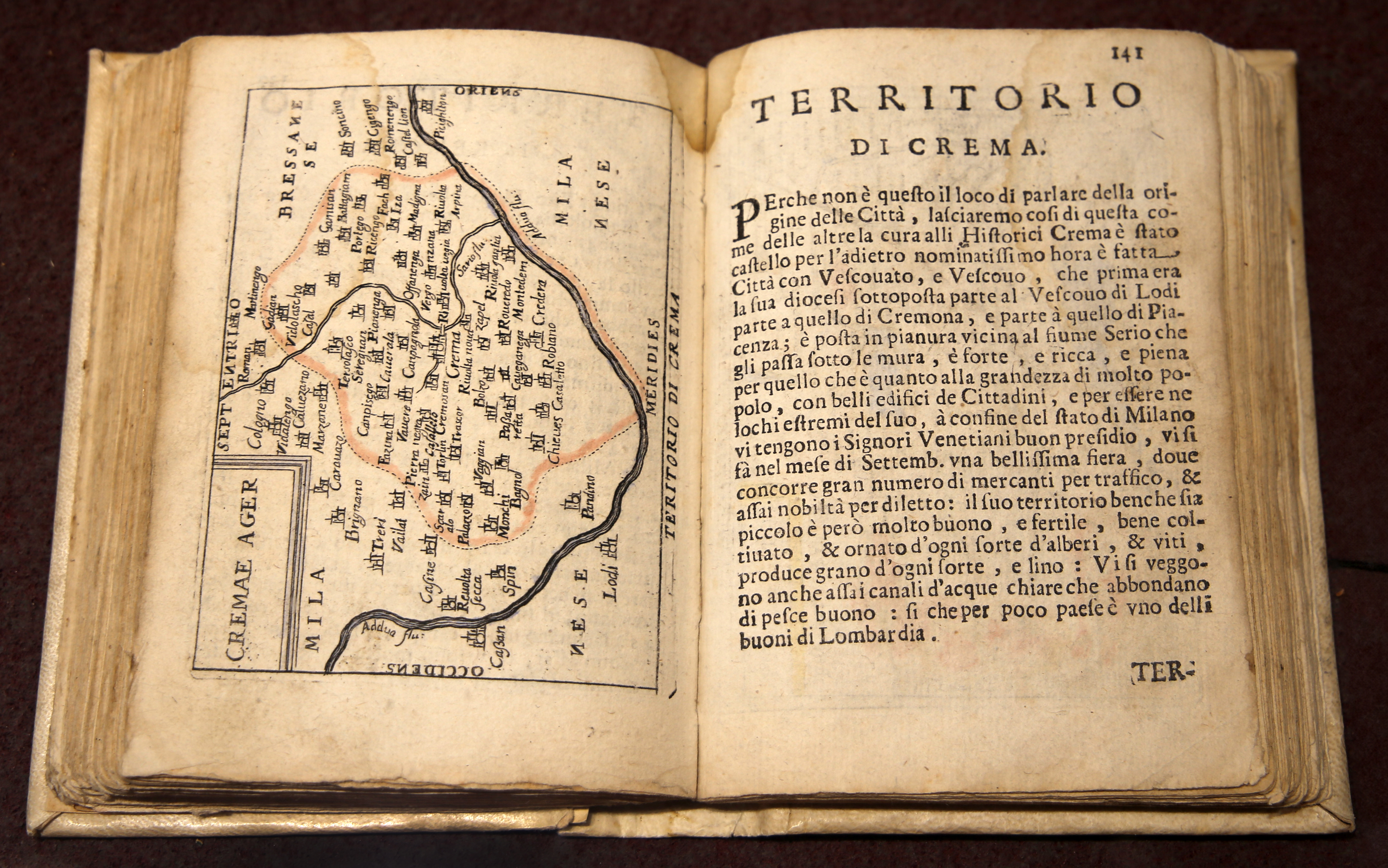
Territorio di Crema descritto nel Theatrum Orbis Terrarum di Abraham Ortelius

La prima occorrenza di Crema nei documenti storici risale all'XI secolo come possedimento dei conti di Camisano. 

In seguito venne governata da Bonifacio marchese di Toscana e sua figlia Matilde che, nel 1098, la donò al vescovo di Cremona. Durante questo periodo l'agricoltura prosperò e l'Ordine degli Umiliati introdusse la lavorazione della lana, che costituì una delle principali risorse economiche fino al XIX secolo.

Nel 1159, dopo aver stretto un'alleanza con Milano contro la ghibellina Cremona, Crema venne assediata, conquistata e distrutta dall'imperatore Federico Barbarossa. 
L'assedio di Crema fu caratterizzato da molti episodi di brutalità: i teutoni appesero alcuni prigionieri cremaschi alle loro macchine belliche sperando che i difensori non colpissero gli ostaggi. Tuttavia questo espediente non funzionò e si trasformò in una carneficina: questo episodio è uno dei più famosi della storia cremasca ed è celebrato da un quadro presente nella sala del Consiglio Comunale, detta appunto "sala degli Ostaggi Cremaschi", a cui è dedicata anche una via.
Con la pace di Costanza (1185) arrivò il permesso di ricostruire la città come "castrum". Ne seguì una fase di libero comune in cui comunque si verificarono lotte faziose, tipiche dei comuni del Nord Italia in quell'epoca. In ogni caso, la città venne fortificata con nuove mura, fossati e porte (1199), e successivamente una rete di canali valorizzò l'agricoltura. 
Nel XIII secolo Crema venne anche arricchita della costruzione della Cattedrale e del Palazzo Pretorio. Per staccarsi anche come giurisdizione ecclesiastica da Cremona la città scelse di dipendere dalla più lontana diocesi di Piacenza, a sua volta poi parte allora della provincia ecclesiastica di Ravenna, e tale situazione durò fino al 1580 quando fu eretta la diocesi di Crema.
L'autonomia del comune ebbe termine nel 1335, quando la città si arrese ad Azzone Visconti, la cui famiglia possedette la città fino alla fine del secolo. 

Nel 1361 Crema fu interessata dalla peste bubbonica. Seguì un breve periodo di regno della famiglia guelfa Benzoni (Bartolomeo e Paolo dal 1403 al 1405, successivamente il loro nipote Giorgio fino al 1423). La signoria passò di nuovo ai Visconti e, dal 1449 in poi, alla Repubblica di Venezia.

### La sudditanza alla Serenissima

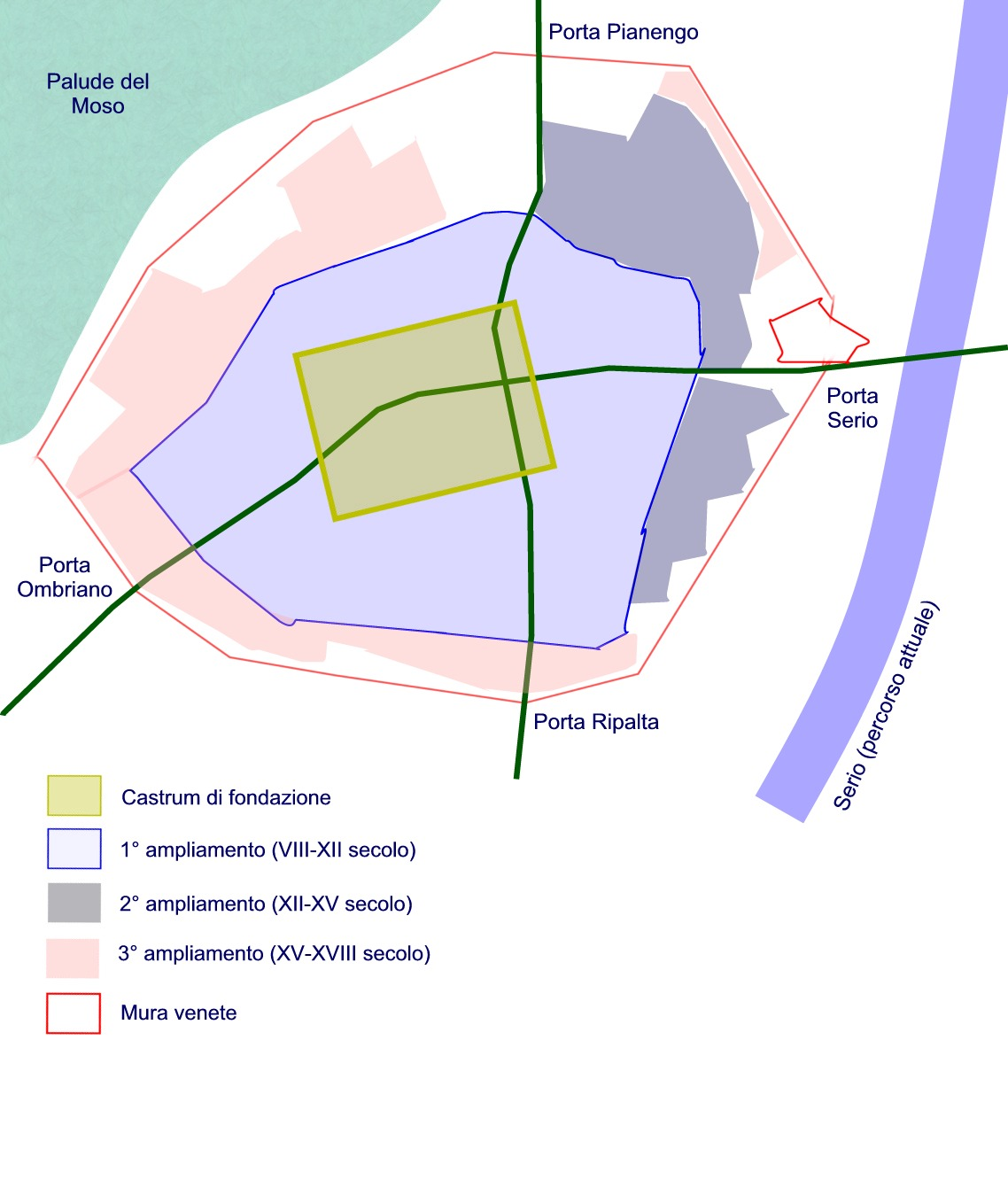
Evoluzione urbanistica di Crema

In qualità di provincia veneziana dell'entroterra, Crema ottenne numerosi privilegi e fu al riparo dal declino economico del vicino Ducato di Milano sotto il dominio spagnolo. Mantenne una sostanziale autonomia che permise la progettazione di nuove costruzioni. Esse includevano la nuova cinta muraria, la ricostruzione del Palazzo Comunale (1525-1533), il Palazzo della Notaria, ora Palazzo Vescovile. Nel 1580 Crema divenne sede vescovile e fu costruito il santuario di Santa Maria della Croce (1490).
Secondo i documenti custoditi negli archivi della diocesi, Crema fu anche la città d'origine dei Mastai Ferretti, la famiglia senigalliese di papa Pio IX. Secondo una ricerca operata dal parroco del paese d'origine dei Visconti, anche il famoso Innominato, descritto da Manzoni ne I promessi sposi, aveva origine cremasca da parte di madre. Vissuto ai tempi in cui Crema era sotto il dominio della Serenissima, aveva appezzamenti agricoli dalle parti di Bagnolo, pur essendo nato e vissuto nel Palazzo Visconti a Brignano Gera d'Adda, un gioiello di architettura e di fasto vicino a Crema. Brignano era sotto il dominio del Ducato di Milano, perciò a Francesco Bernardino Visconti (l'Innominato) capitò di rifugiarsi nel palazzo Martini, che allora era sotto il dominio della Repubblica di Venezia e che apparteneva alla famiglia di sua madre Paola Benzoni. In tal modo Francesco Bernardino sfuggiva alla giustizia milanese e anche trovava asilo in una piccola città dove nella parrocchia della cattedrale di Crema, un Benzoni, Leonardo Benzoni figlio di Soccino Benzoni, si laureò alla Sorbona a Parigi e, successivamente, divenne vescovo (non a Crema); era stato quindi un esponente religioso importante (su un capitello del palazzo esiste tuttora lo stemma di Leonardo Benzoni, un cappello vescovile che sovrasta un cane, simbolo dei Benzoni. Per queste circostanze il nipote di Leonardo Benzoni, Francesco Bernardino Visconti (l'Innominato), poteva sperare di ricevere un maggior riguardo a Crema rispetto a quello che gli sarebbe toccato nel Ducato di Milano, oltre all'inopinabile vantaggio di cambiare velocemente Stato e confini politici in caso di necessità (dal Ducato di Milano alla Repubblica di Venezia) e, quindi, uscire in breve tempo dalla giurisdizione milanese.

### L'età contemporanea

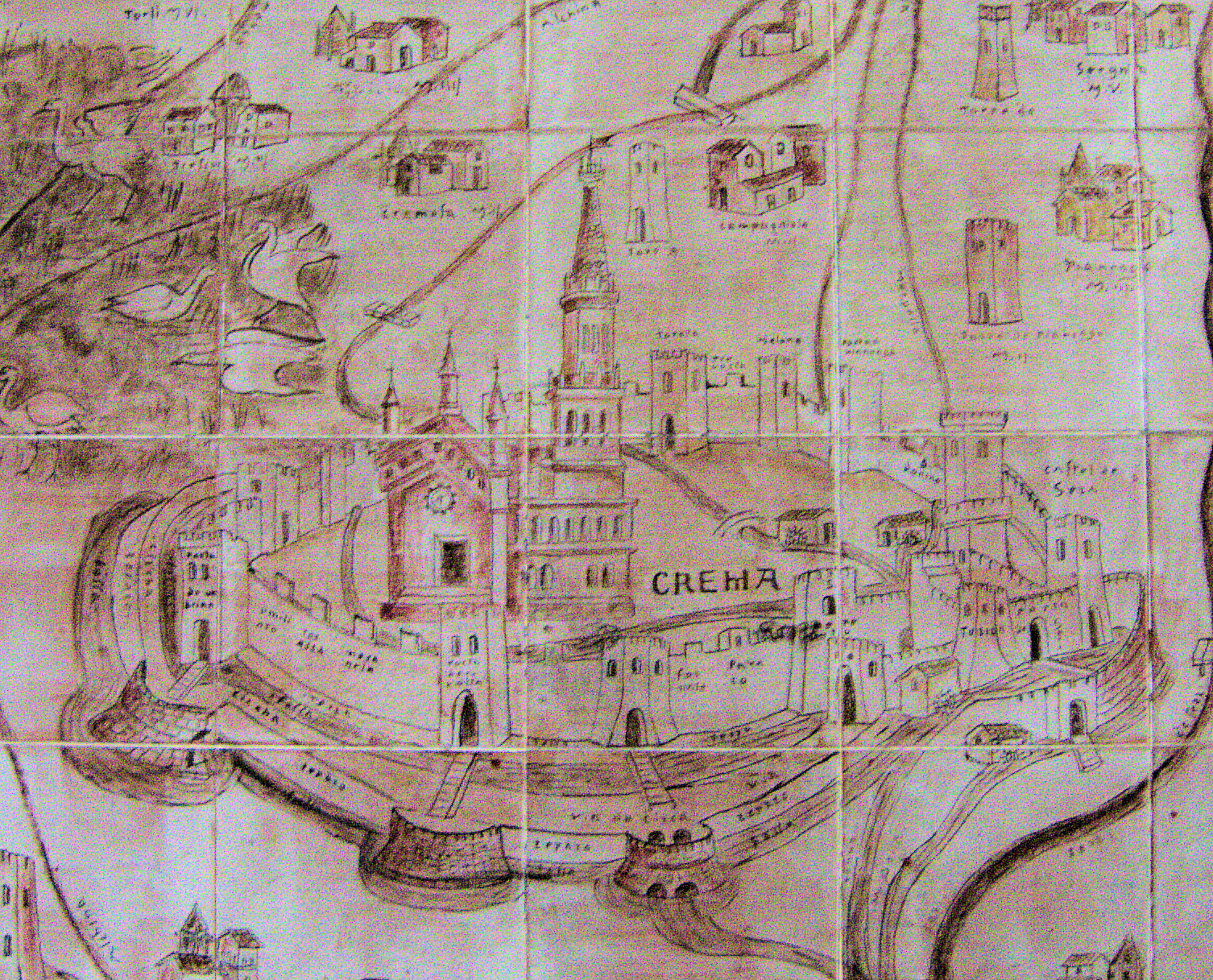
Il museo ospita la riproduzione in ceramica della più antica carta del Cremasco, risalente al XV secolo: l'originale è conservato presso il Museo Correr a Venezia

Nel XVII secolo ebbe inizio la decadenza della città, causata dal fallimento delle sue attività industriali, anche se l'agricoltura continuò a essere fiorente. Nel 1796 venne fondata l'Accademia dell'Agricoltura. 
Alla caduta della Serenissima nel 1797, l'esercito francese depose l'ultimo podestà e creò la cosiddetta "Repubblica Cremasca", annessa dopo pochi mesi alla Repubblica Cisalpina. Crema divenne capoluogo (insieme con Lodi)
dell'effimero Dipartimento dell'Adda, e in seguito fu annessa al Dipartimento dell'Alto Po, con capoluogo Cremona.

Dal 1810 al 1816 furono annessi alla città di Crema i comuni suburbani di Castelnuovo, Ombriano, Porta Ombriano, San Bernardino con Vergonzana, San Michele, Santa Maria della Croce e Vairano.
Nel 1815, l'impero napoleonico si dissolse e Crema divenne parte del Regno Lombardo-Veneto, dipendente dall'Impero austriaco. In questo periodo la città riprese lo status di capoluogo, questa volta della provincia di Lodi e Crema.
Cittadini cremaschi che ebbero un ruolo di rilievo nelle vicende risorgimentali furono Enrico Martini, Vincenzo Toffetti e Pietro Donati.

### Dopo l'Unità d'Italia

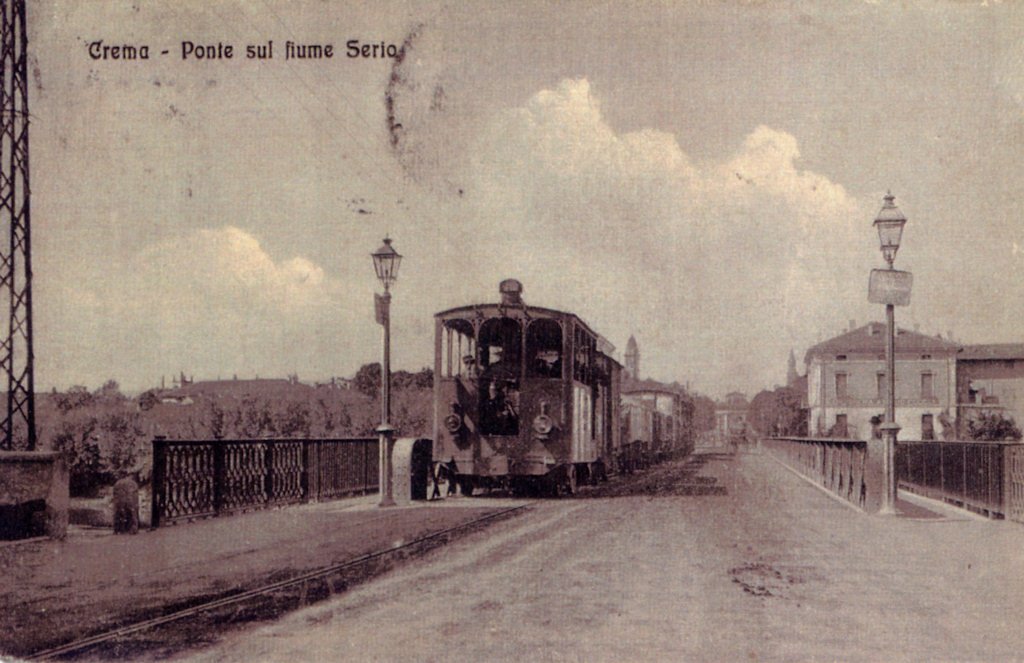
Il tram a vapore sul fiume Serio

Crema fu annessa al Regno di Sardegna, con tutta la Lombardia tranne Mantova e parte della sua provincia, nel 1859, degradata a capoluogo dell'omonimo circondario nella provincia di Cremona. Dal 1861 fece parte del Regno d'Italia.
Nel 1862 fu toccata dalla ferrovia Treviglio - Cremona, e nel 1880 dalla tranvia interurbana a vapore Lodi - Crema - Soncino (eliminata poi nel 1931). Iniziò un importante sviluppo industriale e demografico.
Nel 1875 al comune di Crema vennero aggregate la frazione Molini di Porta Nuova, già appartenente allo smembrato comune di Vairano Cremasco, e la frazione San Bernardino, staccata dal comune di San Bernardino.
Nel 1928 furono aggregati alla città di Crema i comuni di Ombriano, San Bernardino e Santa Maria della Croce.
Il 18 giugno 1944, nel corso di un rastrellamento di prigionieri di guerra effettuato dalla GNR di Crema, venne ucciso con un colpo di arma da fuoco il prigioniero di guerra Demetrios Dermarabolo. 
Al referendum del 2 giugno 1946 il 66,9% degli elettori cremaschi votò a favore della Repubblica e solo il 33% per il mantenimento della monarchia. Nelle prime ore notturne tra l'11 e il 12 giugno 1946, una forte esplosione per un attentato di matrice repubblicana al monumento a Vittorio Emanuele II in piazza Roma svegliò di soprassalto i cremaschi residenti in centro città e infranse, per la sua forza d’urto, numerosi vetri delle abitazioni e dei negozi circostanti, posti a parecchi metri di distanza.

### Simboli

Gonfalone comunale

Lo stemma di Crema è stato riconosciuto con DCG del 15 febbraio 1939.
Il gonfalone è un drappo di bianco con la bordatura di rosso.

## Monumenti e luoghi d'interesse

### Architetture religiose

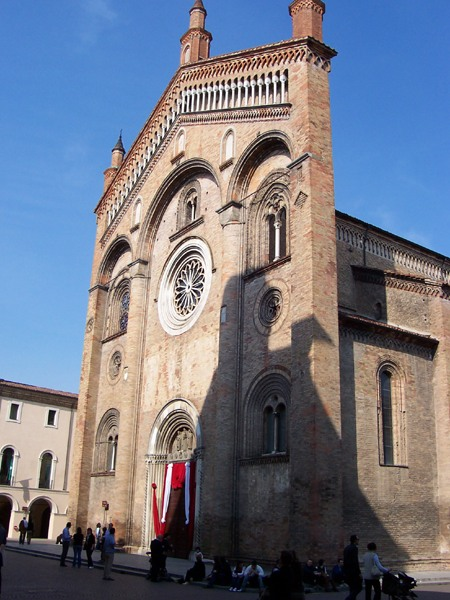
Duomo di Crema

La chiesa più antica di Crema è la cattedrale di Santa Maria Assunta (XIII e XIV secolo), sotto la cui cripta sono celati i resti di una chiesa più antica; il successivo insediamento degli ordini religiosi e l'istituzione di congregazioni portò alla costruzione di numerosi edifici di culto, in gran parte demoliti dopo l'arrivo dei francesi della Repubblica Cisalpina.

### Architetture civili

#### Palazzi
Crema vanta numerosi palazzi pubblici o residenziali di interesse storico, artistico e monumentale; i più antichi risalgono al XV secolo.

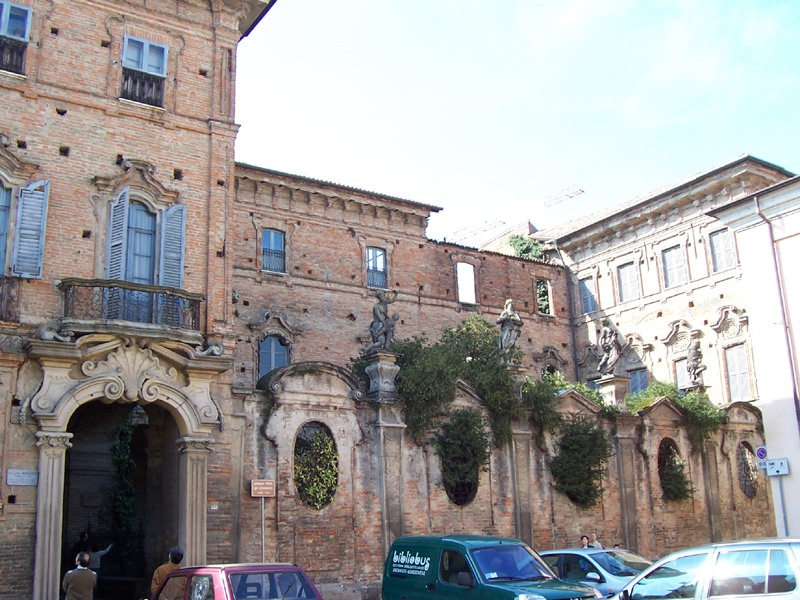
Palazzo Terni de' Gregorj
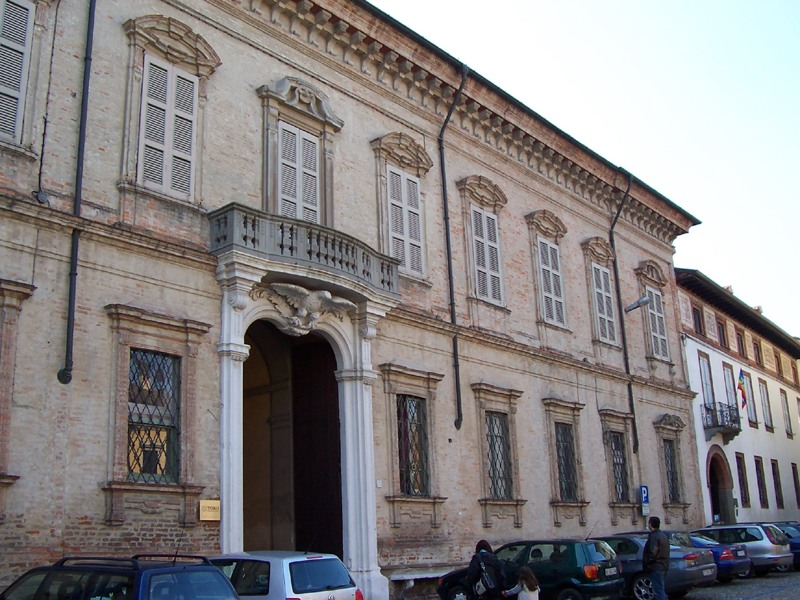
Palazzo Premoli
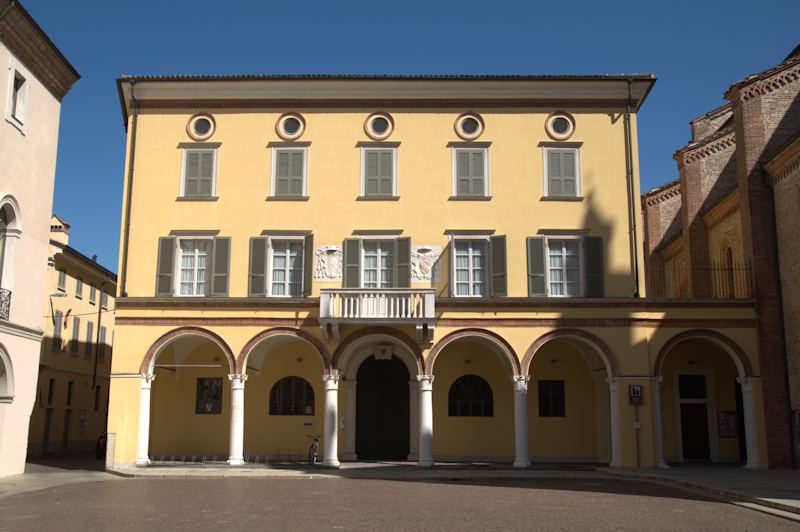
Palazzo Vescovile

#### Ville
- Villa Tensini, 1622, nel quartiere di Santa Maria della Croce, con mirabili affreschi di Gian Giacomo Barbelli; Il palazzo vescovile, già della Notaria, accanto al duomo

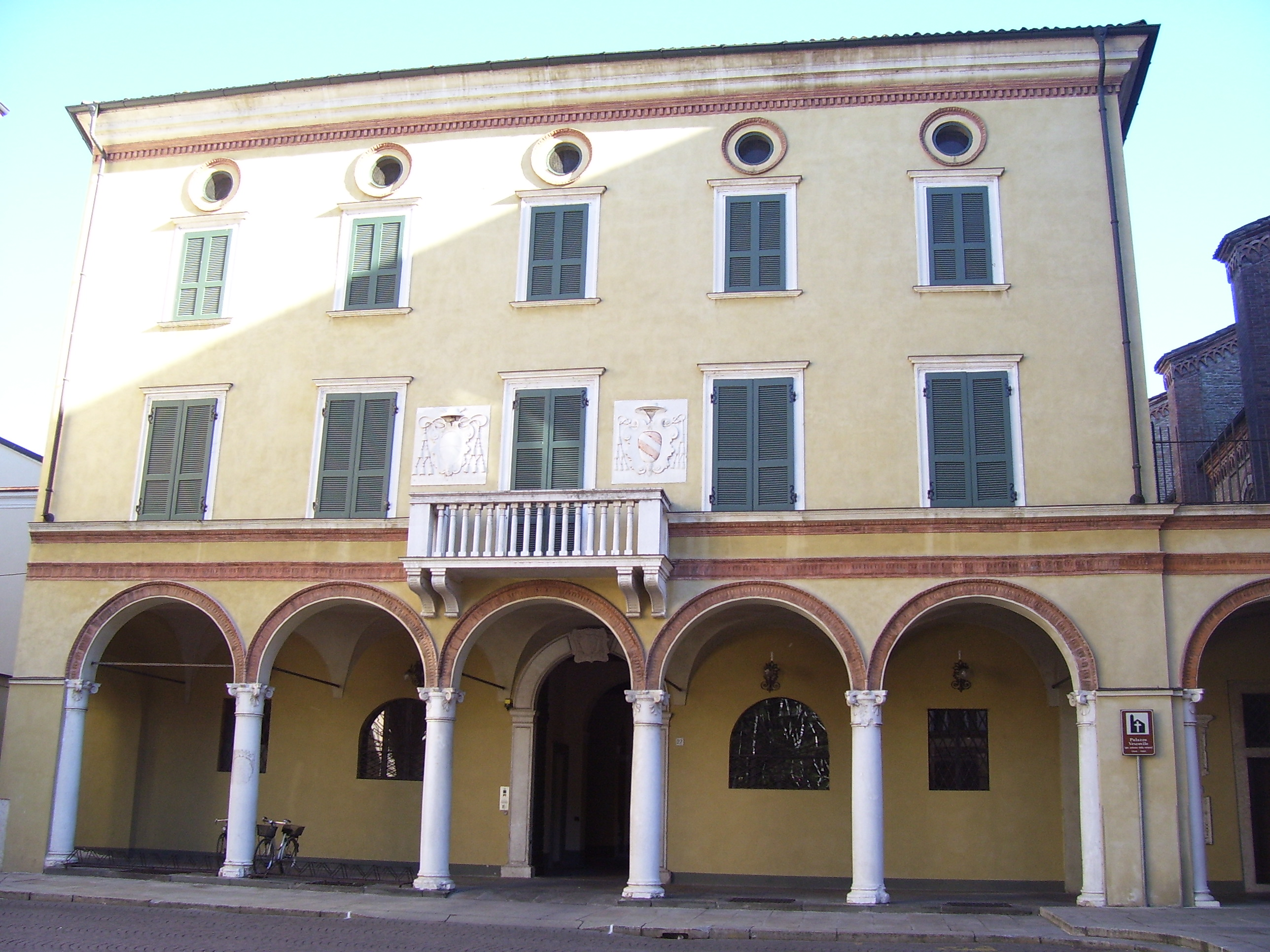
Il palazzo vescovile, già della Notaria, accanto al duomo

- Villa Albergoni, XVII secolo, nel quartiere di San Bernardino, con grande loggiato;
- Villa Benvenuti, XVII secolo, nel quartiere di Ombriano, in stile barocco;
- Villa Perletta, XVIII secolo, nel quartiere di San Bartolomeo ai Morti; i successivi proprietari Stramezzi la dotarono di pregevoli opere di Giovanni Fattori, Giuseppe Pellizza da Volpedo, Tranquillo Cremona, Giovanni Segantini, Telemaco Signorini. In un salone furono trasferiti gli affreschi strappati di Aurelio Busso un tempo posti in una ex casa Stramezzi che esisteva in Via Mazzini. La cappella privata è stata rivestita con affreschi strappati di Gian Giacomo Barbelli, provenienti dall'ex chiesa parrocchiale di Casaletto Vaprio e qui portati nel 1912;
- Villa Lorenza, XVIII secolo, nel quartiere di San Bernardino;
- Villa Oldi-Zurla, XVIII secolo, nella frazione di Vergonzana, con grande parco a tracce di edifici precedenti;
- Villa Carini, fine del XVIII secolo, nel quartiere di Ombriano, con grande parco all'inglese;
- Villa Martini, fine XVIII secolo, nel quartiere di San Bernardino, in stile neoclassico. Qui tra il 25 e il 26 marzo 1848 dimorò il generale Josef Radetzky in ritirata da Milano. Il successivo 1º aprile vi sostò Carlo Alberto di Savoia;

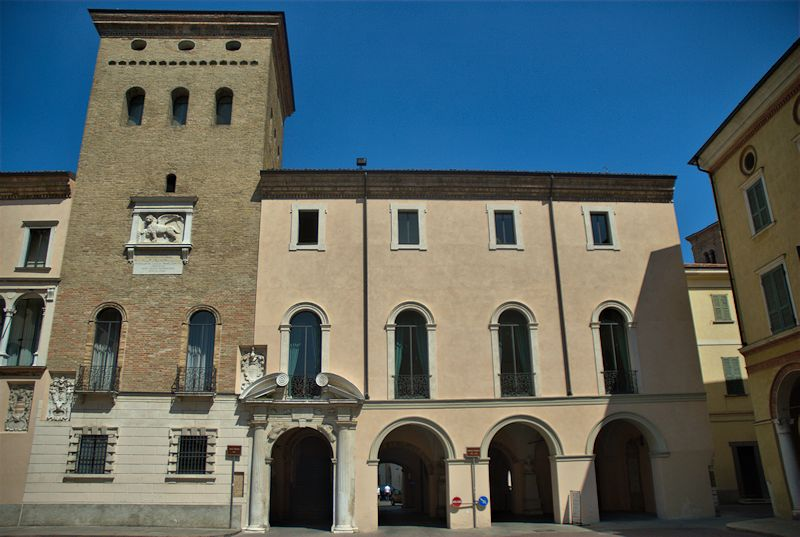
Il palazzo pretorio con la sua torre, recante il Leone di San Marco

- Villa Albergoni-Zurla, inizi XIX secolo, nella frazione di Vergonzana;
- Villino Acerbi, inizi XIX secolo, nel quartiere di Santa Maria della Croce;
- Villa Pezzani, inizi XIX secolo, nella frazione di Santo Stefano in Vairano;
- Villa Vailati, XIX secolo, nel quartiere Castelnuovo, villa di campagna ridotta a residenza di lusso; Il palazzo comunale di fronte al duomo

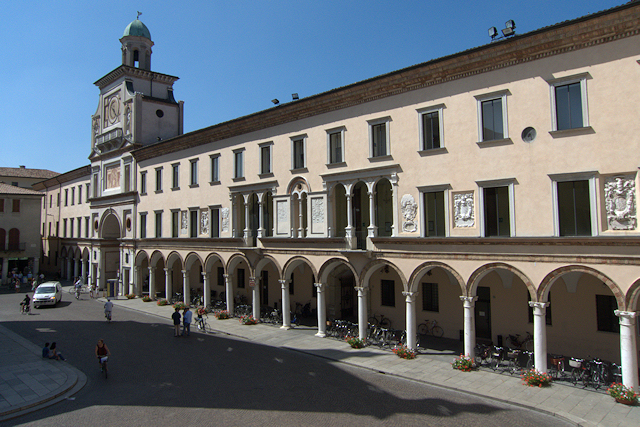
Il palazzo comunale di fronte al duomo

- Villa Rossi, seconda metà XIX secolo, nel quartiere di Ombriano, pregevole esempio di edificio in stile neogotico. Nulla rimane di un grandioso parco che un tempo la circondava;
- Villa Zaghen, inizi XX secolo, nel quartiere di Santa Maria della Croce, riedificata in stile liberty.

### Architetture militari
- Mura venete (1488-1509), cingono quasi per intero la città, seppure in parte nascoste dall'espansione edilizia del XX secolo.

### Altro

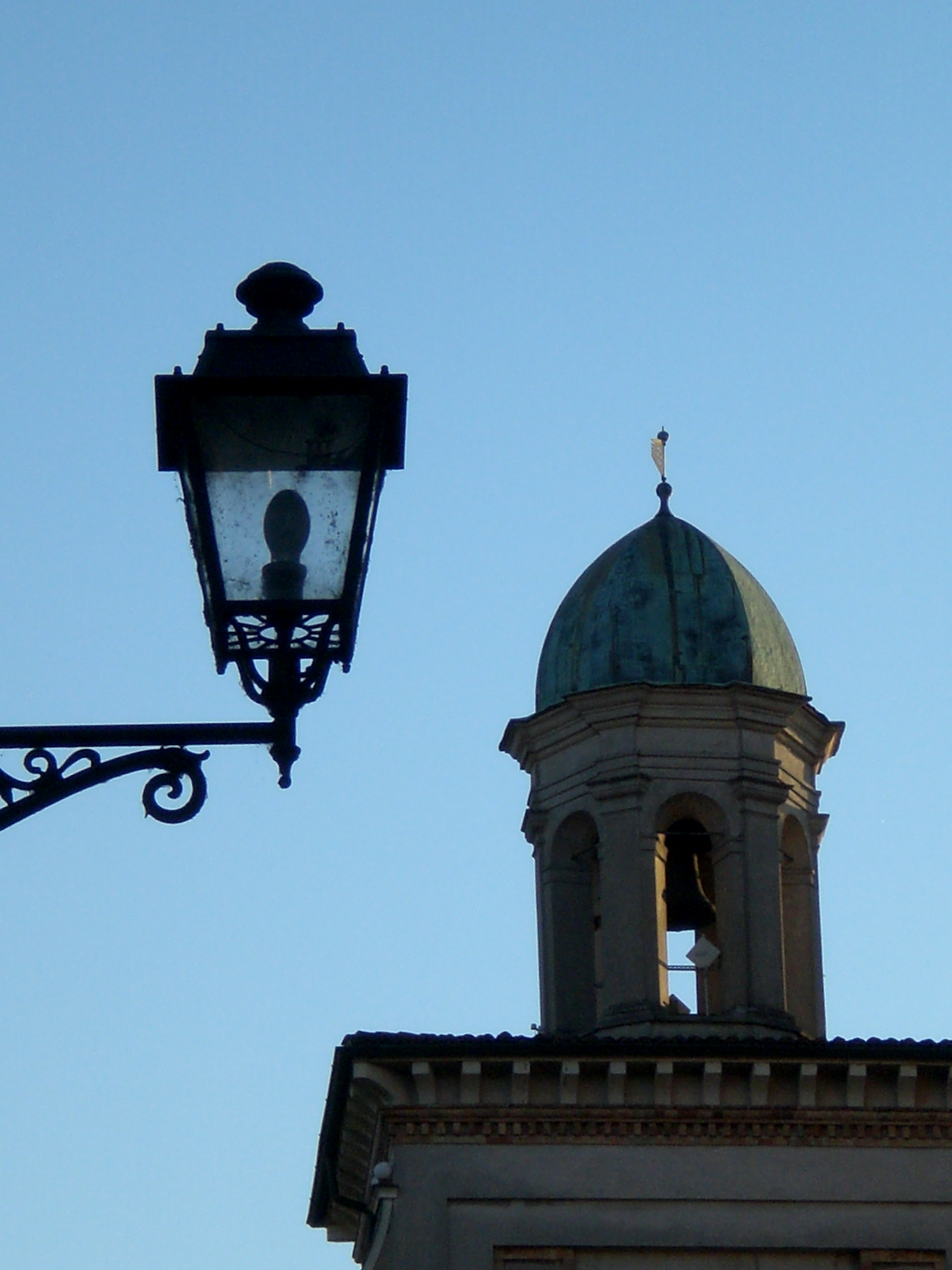
Sommità del Torrazzo

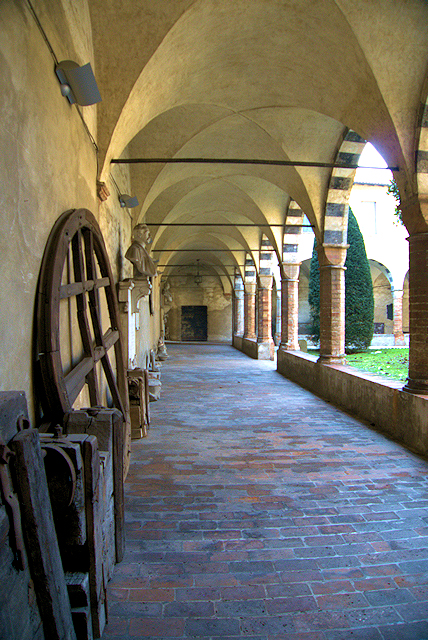
Uno dei chiostri del già convento di Sant'Agostino, ora museo civico

- La monumentale Piazza, con edifici di prevalente origine cinquecentesca, sulla quale si affacciano i principali monumenti civili ed ecclesiastici: il palazzo comunale con l'arco detto "il Torrazzo", il Palazzo Pretorio (con annessa torre Pretoria di origine medievale), il Palazzo vescovile, la cortina di case del lato meridionale;
- Ex convento Sant'Agostino, sede dal 1960 della Biblioteca comunale (ora spostata), del Museo civico di Crema e del Cremasco e del Centro Culturale Sant'Agostino.
- Ex convento di San Domenico (fine XV - inizi XVI secolo), adibito a reception e foyer del teatro;
- Ex monastero dei Carmelitani (1694), costruito a lato della Basilica di Santa Maria della Croce, divenuto successivamente un ospedale psichiatrico e adibito nella seconda metà del XX secolo a sedi di alcuni servizi pubblici;
- Centro Regionale di Incremento Ippico (edifici a partire dal XVII secolo), ex convento di suore domenicane, dopo la soppressione napoleonica divenne caserma di cavalleria e quindi centro di riproduzione equina, nonché un polmone verde di 30000 m² all'interno delle mura cittadine;
- Porta Serio e Porta Ombriano (1804), in stile neoclassico;
- Mercato dei Grani e dei Lini (1842), progettato da Baldassarre Corbetta in stile neoclassico;
- Ex convento di Santa Monica.

### Aree naturali
Crema è inserita nel Parco del Serio.
Inoltre sono presenti le seguenti aree verdi attrezzate:
- Giardini pubblici, allestiti nel 1859 sul luogo dell'antico castello;
- Campo di Marte (via Crispi / via Vailati);
- Parco Chiappa (via Monte di Pietà);
- Parco di Santa Maria (viale di S. Maria / via Bramante);
- Parco Bonaldi (quartiere Sabbioni);
- Parco San Bernardino (via Brescia / via XI Febbraio).

## Società

### Evoluzione demografica
Popolazione storica (migliaia)

Abitanti censiti

### Etnie e minoranze straniere
Secondo i dati Istat al 31 dicembre 2020 i cittadini stranieri residenti a Crema sono 3 939. Le comunità nazionali numericamente significative sono:
1. Romania, 911
2. Marocco, 414
3. Albania, 369
4. Ucraina, 276
5. Egitto, 274
6. Nigeria, 167
7. India, 149
8. Cina, 125
9. Moldavia, 118
10. Filippine, 108

### Lingue e dialetti

#### Dialetto cremasco
Oltre all'italiano, a Crema si parla la Lingua Lombarda nella variante del dialetto cremasco, che foneticamente appartiene all'area dei dialetti gallo-latini della Lombardia orientale. Ha affinità linguistica con i dialetti bergamasco e bresciano, tutti e tre di origine cenòmane.
Il più noto poeta dialettale fu Federico Pesadori (Vergonzana, 3 settembre 1849 – Bolzano, 8 aprile 1923).

## Cultura

### Istruzione

#### Biblioteche
La biblioteca comunale, intitolata alla studiosa etnoantropologa Clara Gallini, è ubicata in pieno centro storico nell'ex palazzo Benzoni-Frecavalli in via Civerchi.
La biblioteca diocesana è ospitata nell'ex palazzo Bonzi, in via Giacomo Matteotti e consente la consultazione di testi ecclesiali con la collaborazione dell’Istituto Superiore di Scienze Religiose.

#### Scuole
I cicli prescolastici e i primi due cicli dell'istruzione pubblica si svolgono in plessi collocati all'interno di un'organizzazione su tre istituti comprensivi.
A Crema sono presenti:
- 11 scuole dell'infanzia, delle quali 4 statali e 7 non statali[25].
- 11 scuole primarie, delle quali 8 statali e 3 non statali[26].
- 4 scuole secondarie di primo grado, delle quali 3 statali e 1 non statale[27].
- 14 istituti di istruzione superiore statali e 2 licei paritari[28].
- 3 centri di formazione professionale[29].

#### Università
L'Università degli Studi di Milano organizza a Crema un corso di laurea triennale in "Infermieristica".

#### Musei
Il museo civico di Crema e del Cremasco, istituito nel 1960, si trova nel convento rinascimentale di Sant'Agostino.

### Media

#### Stampa
Il quotidiano La Provincia ha una redazione locale.
Dal 2006 è presente il primo quotidiano on line cittadino, Cremaonline.
Vengono pubblicati i tre settimanali Il Nuovo Torrazzo (primo numero nel 1926), in Primapagina (fondato nel 1986) e (in) Cremasco Week.

#### Radio
Radio Antenna 5, fondata nel 1977 anche sulla spinta del vescovo Carlo Manziana.

#### Televisione
Lodi Crema TV, marchio del gruppo Sol Regina Po di Soresina.

### Cinema
Film ambientati a Crema:
- Oh, Serafina!, regia di Alberto Lattuada (1976)
- Occhio alla perestrojka, regia di Castellano e Pipolo (1990)
- Chiamami col tuo nome, regia di Luca Guadagnino (Call Me by Your Name) (2017)

### Video musicali
Video musicali ambientati a Crema:
- Velvet - Tutto da rifare, brano musicale composto dal gruppo pop rock italiano Velvet (2007)
- Giovane Giovane, brano di Laioung (2016)

## Cucina

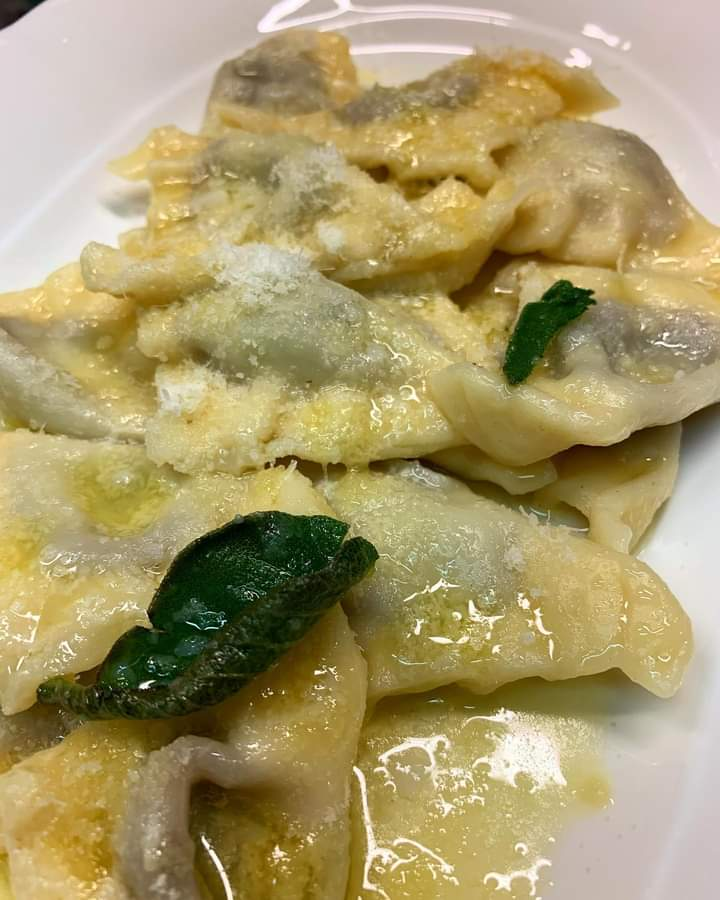
Tortelli Cremaschi

Il piatto più caratteristico è costituito dai tortelli cremaschi (i turtèi), dalla particolare pizzicatura della pasta e con un ripieno dolce, composto da grana, amaretti, uva sultanina, cedro candito, spezie e un biscotto speziato tipico, il mostaccino.
Va ricordato inoltre il salva, formaggio DOP tipico della zona di Crema, consumato tradizionalmente con le tighe (peperone verde lombardo), confezionate sott'aceto.
Piatto povero tipicamente invernale, in accompagnamento al cotechino o ai lessi, è il pipèto (sformato di verze, burro, aglio, parmigiano, noce moscata).
Dolci della città sono: la treccia d'oro e la torta Bertolina (Bertulina), una popolare torta autunnale a base di uva fragola, a cui è dedicata anche una festa di piazza; e la più nobile Spongarda, consumata tutto l'anno.
In tempo di Carnevale si preparano i chisulì, palline ripiene di un impasto preparato con scorza di limone, lievito di birra, uva sultanina, mela e strutto.

## Eventi
- Nella frazione Santa Maria della Croce si tiene ogni anno l'omonima fiera, nel fine settimana prossimo al 25 marzo, mentre il 3 aprile si celebra l'anniversario dell'apparizione della Vergine a Caterina degli Uberti, avvenuta secondo la tradizione nel 1590[37].
- Il 10 giugno si celebra la festa di san Pantaleone, patrono della città e della diocesi di Crema.
- Nella settimana centrale di agosto ha luogo una tradizionale manifestazione culinaria nella centrale piazza Aldo Moro, occasione in cui è possibile degustare il piatto tipico cittadino, i tortelli cremaschi.
- Nel periodo natalizio si tiene il Presepe dei Sabbioni.

## Geografia antropica

### Urbanistica
Il territorio comunale, come si presenta nella sua attuale estensione, è il frutto di un accorpamento avvenuto in due fasi dello stesso con i territori dei Comuni all'epoca confinanti con Crema.
La prima espansione del territorio della città si è avuta nel 1875 con la soppressione del Comune di Vairano Cremasco il cui territorio venne ripartito con il Comune di Santa Maria della Croce. A Crema fu assegnata la frazione di Santa Maria dei Mosi; mentre a Santa Maria della Croce fu assegnato il capoluogo Vairano. La stessa sorte la ebbe anche il Comune di San Michele Cremasco il cui territorio venne anch'esso ripartito tra Crema e il Comune di Ripalta Nuova (ora Ripalta Cremasca); a Crema fu assegnata la frazione San Bartolomeo ai Morti e a Ripalta Nuova invece fu assegnata San Michele. La seconda e ultima espansione avvenne nel 1928 quando furono definitivamente aggregati alla città i Comuni di San Bernardino Cremasco (con le rispettive frazioni di Castelnuovo e Vergonzana), Santa Maria della Croce (con la rispettiva frazione di Vairano e altre località), e infine il Comune di Ombriano.
La maggior parte di questi comuni soppressi sono divenuti contigui per espansione edilizia alla città e sono divenuti, di fatto, dei quartieri suburbani (o sobborghi) per via della sussistenza di alcune fasce verdi e di altre barriere come la ferrovia, il canale Vacchelli e il fiume Serio che li tengono separati seppur di poco dalla città.

#### Porte storiche della città
- Porta Serio (Pòrta Sère);
- Porta Ombriano (Pòrta Umbrià);

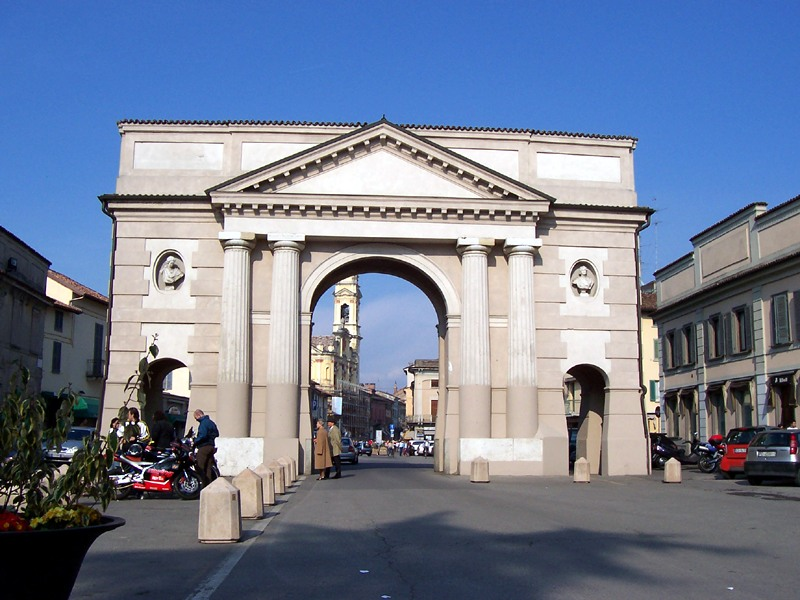
Porta Ombriano

- Porta Pianengo o porta Tadini (Pòrta Tadì);
- Porta Ripalta o porta dell'Ospedale (Pòrta da l'Uspedàl).

### Suddivisioni storiche

#### Quartieri
- Castelnuovo (le Quade);
- Ombriano (Umbrià);
- Sabbioni (i Sabiù);

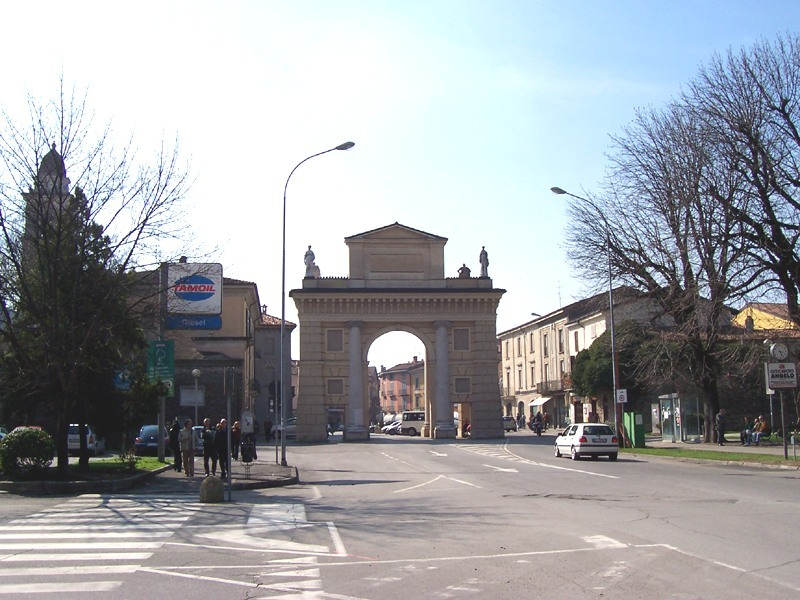
Porta Serio

- San Bartolomeo dei Morti (San Burtulumé);
- San Bernardino (San Bernardì);
- Santa Maria della Croce (Santa Maréa).
- Crema Nuova (Crèma Nóa);
- Le Villette (le Ilète);
- Porta Nova (Porta Nóa);
- San Carlo (San Carlo).
- Sant'Angela Merici.

### Frazioni
- Santo Stefano in Vairano (Sestént an Vairà);
- Santa Maria dei Mosi (i Mós);
- Vergonzana (Ergunzana).

## Economia
L'economia era caratterizzata nel secolo scorso dall'agricoltura, con produzione di foraggi, cereali (degna di nota quella del grano), pioppi, e dall'allevamento nel contesto dell'economia provinciale. Dagli anni settanta, sono presenti aziende casearie e importanti aziende alimentari in generale, oltre a industrie metallurgiche, meccaniche, elettroniche e tessili.
Un aspetto notevole dell'artigianato è costituito dalle fabbriche di organi musicali; tale settore venne portato a livelli di eccellenza da Pacifico Inzoli nel 1867 e da Giovanni Tamburini nel 1893. I due maggiori organi italiani esistenti (16 000 canne) del duomo di Milano e di Messina, tra i più grandi d'Europa, sono opera degli organari cremaschi.
Nel XX secolo, dalla fine degli anni sessanta sino al 1992 l'Olivetti ha avuto un importante polo produttivo nella città lombarda, che arrivò a toccare quota 3 150 addetti nel 1971 e che all'atto della chiusura nel 1992 contava ancora 700 dipendenti. L'Olivetti arrivò in città alla fine degli anni sessanta acquisendo l'area industriale di via Mulini, dove si trovava la Serio-Everest, un'azienda fondata nel 1929 da sette fuoriusciti dalla Said di Milano, Società anonima italiana dattilografia. La Serio-Everest è stata la prima azienda al mondo a produrre una macchina per scrivere con tastiera a quattro file di tasti invece che tre. Arrivò a contare 1 600 addetti e fu inglobata dall'Olivetti a partire dal 1967.
Attorno all'azienda a Crema si formò poi un'area, abitazioni, centro ricreativo e aziende. Dopo la fine della storia dell'Olivetti l'area di via Bramante è stata recuperata grazie all'insediamento, fino al 2020, del Dipartimento di Informatica dell'Università degli Studi di Milano e di diverse aziende tecnologiche che hanno recuperato l'area. La storia di Serio-Everest e Olivetti a Crema è stata raccontata nel 2002 dalla pubblicazione Dalla Everest all'Olivetti edita dal Centro di ricerche Alfredo Galmozzi.
Ultimamente c'è stata una forte crescita delle aziende cosmetiche (è stato istituito anche un'associazione apposita, il Polo Della Cosmesi). All'ultima fiera internazionale Cosmoprof 2017 di Bologna si sono presentate ben 41 aziende del territorio cremasco.

## Infrastrutture e trasporti

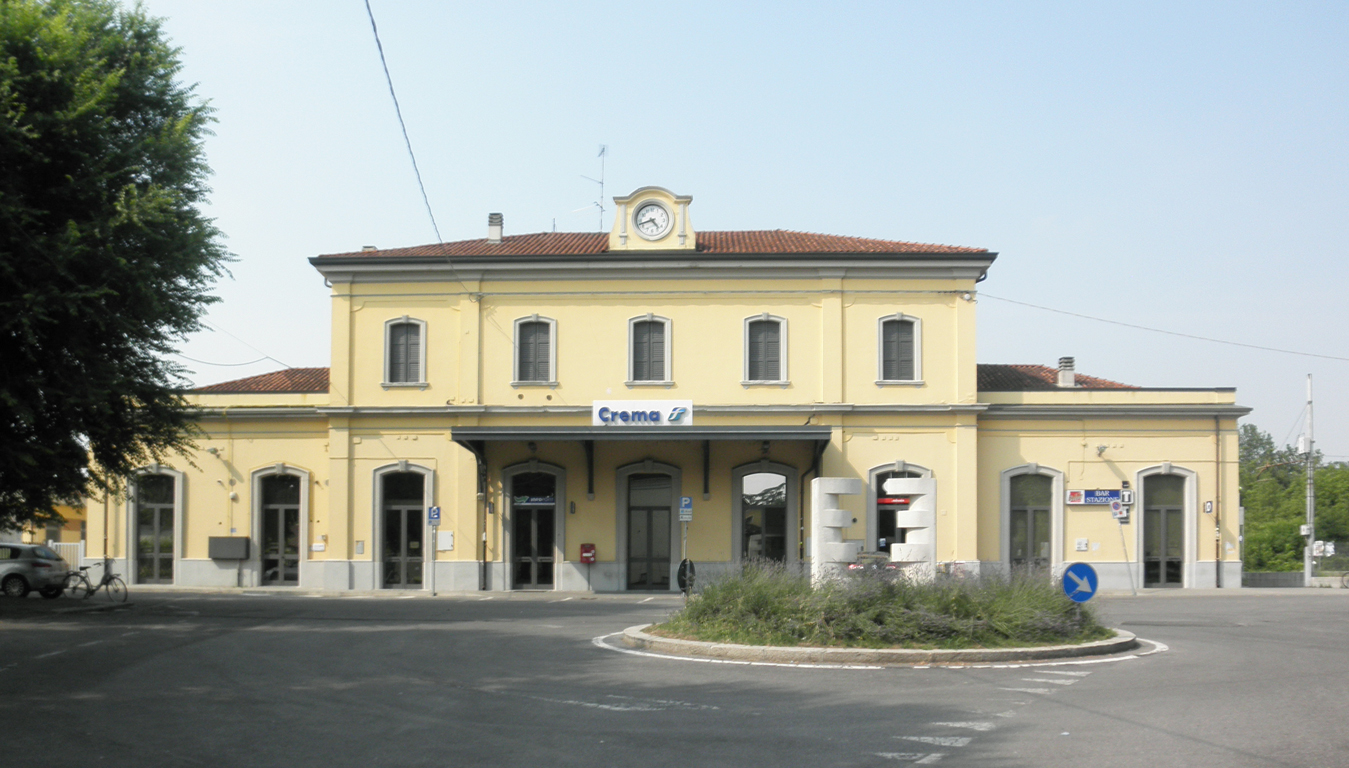
Stazione ferroviaria

### Strade
Le principali direttrici stradali che interessano Crema sono la strada provinciale ex SS 235 (di Orzinuovi), la strada provinciale ex SS 415 (Paullese) e la strada provinciale ex SS 591 (Cremasca).

### Ferrovie e tranvie
La stazione di Crema, ubicata nel centro cittadino, si trova sulla ferrovia Treviglio-Cremona ed è servita da treni regionali svolti da Trenord nell'ambito del contratto di servizio stipulato con la Regione Lombardia.
Fra il 1880 e il 1931 la città era servita dalla tranvia Lodi-Crema-Soncino. Con il suo andamento est-ovest, il tracciato di questa tranvia rappresentava una soluzione ottimale per la comunicazione tra i Comuni centro-meridionali del Cremasco ed i due importanti poli esterni (Lodi e Soncino). La soppressione di questa linea tranviaria, in quanto considerata non più adeguata dal punto di vista tecnico, è stata seguita dalla istituzione di una significativa rete di linee di autotrasporti che collega le grandi città di Milano e Cremona con tutti i centri della zona, compresi anche i più piccoli.

## Amministrazione

### Gemellaggi
- Melun, dal 2001[44][45]
- Nanning, dal 2015[46][47]

## Sport

### Calcio
La più antica squadra calcistica della città è il Crema: fondato nel 1908, nel secondo dopoguerra (capitanato dal campione del mondo Renato Olmi) giocò per tre stagioni in Serie B. Scioltosi nel 1994, è stato rifondato nel 1995 ripartendo dalle categorie regionali lombarde, che ha risalito fino ad accedere alla Serie D, dove milita nella stagione 2024-2025 inserito nel Girone B. I suoi colori sociali sono il bianco e il nero.
L'altra principale società cittadina è la Pergolettese, espressione del quartiere di Pergoletto (per il calcolo della tradizione sportiva, la principale squadra della città). Fondata nel 1932, ha mutato più volte fisionomia sociale: venne infatti ridenominata Pergocrema nel 1974, Cremapergo nel 1994 e ancora Pergocrema nel 2002. Successivamente fallita, è stata rifondata nell'estate 2012 su iniziativa del Pizzighettone, che ha trasferito la propria sede sociale a Crema e riadottato l'originaria denominazione "Pergolettese", ereditandone la tradizione sportiva. Il Pergo annovera quale maggior risultato della sua storia undici partecipazioni al campionato nazionale di terza serie. I suoi colori sociali sono il giallo e il blu.
Entrambe le squadre giocano le loro gare interne presso lo stadio Giuseppe Voltini, costruito nel 1920.
Altre formazioni cittadine, rappresentative dei diversi quartieri della città, militano nelle categorie minori provinciali.
La città ospita nel mese di giugno la fase finale del "Trofeo Dossena", competizione calcistica internazionale riservata alla categoria Primavera.

### Calcio a 5
La principale squadra di calcio a 5 è il GSD Videoton 1990 (Serie A2) che dal 1996 prende parte all'attività di calcio a 5 organizzata dalla Federazione Italiana Giuoco Calcio.

### Pallacanestro
La principale squadra di pallacanestro femminile è il Basket Team Crema (serie B) che ha militato nel 2022-2023 nella Serie A1 e ha vinto cinque coppe Italia A2 consecutive dal 2018 al 2022, oltre che insignita dal CONI della Stella al merito sportivo 2019 (consegnata nel 2022 dopo la cessazione dell'emergenza sanitaria dovuta al COVID-19).

### Tennis
Crema è sede del Tennis Club Crema, circolo tennistico tre volte campione d'Italia negli anni ottanta e attualmente militante nel campionato di serie A1.
Nel Dicembre 2024 il TC Crema si è nuovamente laureato campione d'Italia

### Impianti sportivi
I principali impianti sportivi di Crema sono:
- Lo stadio Giuseppe Voltini
- Il villaggio dello sport Nino Bellini
- Il velodromo Pierino Baffi.

Tra le altre strutture si segnalano tre campi sportivi per la pratica del calcio, un campo da rugby, due palestre di pugilato, il palazzetto dello sport Paolo Bertoni, il PalaCremonesi di Ombriano e 14 palestre, talora in uso promiscuo con le istituzioni scolastiche.